# Castillo miliar 2
El castillo miliar 2 (Walker) fue un castillo miliar del Muro de Adriano. No hay restos visibles, ya que se ha construido sobre él, pero su ubicación probable está cerca del cruce de la carretera A187 y la avenida Tunstall, en la parroquia de Wallsend.

## Construcción
El castillo miliar presentaba una planta de eje corto con un tipo de entrada desconocido. Se cree que los castillos de eje corto fueron construidos por la Legio II Augusta, que tenía su base en Isca Augusta (Caerleon).

## Excavaciones e investigaciones
- 1732 - Horsley inspeccionó el castillo, observando restos visibles y registrando su ubicación.[2]
- 1848 - Collingwood Bruce estudió el muro[3] y comprobo que el sitio había estado cubierto por un horno de ladrillos.[4]
- 1852-54 - Henry MacLauchlan estudió la planta del castillo, reportándolo como de eje corto, y lo registró.[4]

tenues rastros de él que se pueden discernir en el suelo arado.

- 1928 - FG Simpson intentó localizar el sitio, pero a pesar de la previa remoción del horno de ladrillos, solo encontró tierra y escombros de la ocupación romana. Registró las distancias desde la presunta ubicación hasta el castillo miliar 1 como 1328,6 m, y hasta el castillo miliar 3 como 1328,6 m.[4]

## Torretas asociadas
Cada castillo miliar del Muro de Adriano tenía dos torretas asociadas. Estas torretas estaban situadas aproximadamente a un tercio y dos tercios de una milla romana al oeste del castillo, y probablemente habrían estado a cargo de la guarnición del mismo. Las torretas asociadas con el castillo miliar 2 se conocen como Torreta 2A y Torreta 2B.

### Torreta 2A
No se han identificado restos de la torreta 2A. Se han sugerido dos ubicaciones, una por Eric Birley en 1961, basada en las ubicaciones de Horsley del castillo miliar 2 y castillo miliar 3, y una alternativa por Grace Simpson en 1978, basada en las ubicaciones de Maclauchlin del castillo miliar 2 y castillo miliar 3.
Ubicación: 54°58′39″N 1°34′33″O / 54.977519, -1.575791 (ambas ubicaciones se encuentran dentro de la misma cuadrícula de 100 metros cuadrados).

### Torreta 2B
No se han identificado restos de la torreta 2B. Se han sugerido dos ubicaciones, una por Eric Birley en 1961, basada en las ubicaciones de Horsley del castillo miliar 2 y castillo miliar 3, y una alternativa por Grace Simpson en 1978, basada en las ubicaciones de Maclauchlin del castillo miliar 2 y castillo miliar 3.
Ubicación: 54°58′36″N 1°34′50″O / 54.976636, -1.580487
Ubicación alternativa: 54°58′36″N 1°34′55″O / 54.976642, -1.582049

## Registro de monumentos
| Monumento                | Código de Monumentto | Código del Historic England Archive |
| Castillo miliar 2        | 1003510              | NZ 26 NE 25                         |
| Torreta 2A               | 24898                | NZ 26 SE 13                         |
| Torreta 2A (alternativa) | 25012                | NZ 26 SE 57                         |
| Torreta 2B               | 24901                | NZ 26 SE 14                         |
| Torreta 2B (alternativa) | 25013                | NZ 26 SE 58                         |